# العلاقة بين الدين والعلم
كانت العلاقة بين الدين والعلوم موضوعاً للدراسة منذ العصور القديمة الكلاسيكية، حيث اهتم بها وفسرها الفلاسفة واللاهوتيون والعلماء وغيرهم. وجهات النظر تختلف وفقاً للمناطق الجغرافية، والثقافات والحقبة التاريخية، فالبعض يصف العلاقة باعتبارها نوع من الصراع، والبعض الآخر يصفها بالانسجام، والبعض الآخر يري القليل من التفاعل فقط بين الدين والعلم.
كلاً من العلوم والأديان هي المساعي الاجتماعية والثقافية المعقدة التي تختلف عبر الثقافات وتتغير مع مرور الوقت. وقد تحققت معظم الابتكارات العلمية والتقنية قبل الثورة العلمية من قبل المجتمعات التي تنظمها التقاليد الدينية. خلال العصر الذهبي الإسلامي تم وضع الأسس العلمية من قبل ابن الهيثم. روجر بيكون، الذي يُرجع البعض الفضل له في إضفاء الطابع الرسمي على المنهج العلمي، والذي كان راهباً من الفرنسيسكان. احتضنت الهندوسية عبر التاريخي نظام السببية والتجريب، معتبرة أن العلم يجلب المعرفة المشروعة. وقد اعتنق الفكر الكونفوشيوسي آراء مختلفة عن العلم بمرور الوقت. معظم البوذيين ينظرون اليوم إلى العلم على أنه مكمل لمعتقداتهم. في حين أن تصنيف العالم المادي من قبل الهنود واليونانيين القدماء إلى العناصر الكلاسيكية والهواء والنار والماء كان أكثر فلسفية، وفي القرون الوسطى استخدم علماء العالم الإسلامي في القرون الوسطى الملاحظة العملية والتجريبية لتصنيف المواد.
الأحداث في أوروبا مثل قضية غاليليو، المرتبطة بالثورة العلمية وعصر التنوير، قادت علماء مثل جون وليام دريبر لفرض نظرية بأن الدين والعلوم في صراع منهجي، واقعياً وسياسيا على مر التاريخ. هذه الأطروحة تم تبنيها من قبل بعض العلماء المعاصرين مثل ريتشارد دوكينز وكارل ساجان.
القبول العام للحقائق العلمية قد يتأثر بالدين. كثيرون في الولايات المتحدة يرفضون نظرية التطور عن طريق الانتقاء الطبيعي، وخاصة فيما يتعلق بالبشر. ومع ذلك، كتبت الأكاديمية الوطنية للعلوم الأمريكية أن «الأدلة على التطور يمكن أن تكون متوافقة تماماً مع الإيمان الديني»، وهو الرأي الذي أيدته رسمياً العديد من الطوائف الدينية على الصعيد العالمي.

## تاريخ المصطلحات
مفاهيم «العلم» و «الدين» هي اختراع حديث: فمفهوم «الدين» ظهر في القرن السابع عشر في خضم الاستعمار والعولمة والإصلاح البروتستانتي، في حين ظهر مفهوم «العلوم» في القرن التاسع عشر في خضم محاولات تحديد ضيق الذين درسوا الطبيعة، وظهرت عبارة «الدين والعلوم» في القرن التاسع عشر بسبب إعادة صياغة المفهومين. فلم يظهر مصطلح «البوذية»، أو «الهندوسية»، أو «الطاوية»، أو «الكونفوشيوسية» إلا في القرن التاسع عشر.
في القرن التاسع عشر، تلقى مفهوم «العلوم» شكله الحديث بالعناوين الجديدة الناشئة مثل «البيولوجيا» و«الأحياء»، و«الفيزياء» وغيرها من المجالات التقنية الأخرى والألقاب؛ تم تأسيس المؤسسات والمجتمعات المحلية، وبدأ التفاعل مع الجوانب الأخرى من المجتمع والثقافة. مصطلح عالم تم صياغته لأول مرة من قبل عالم الطبيعة اللاهوتي وليام وويل في عام 1834، وتم تطبيقه على أولئك الذين يسعون للمعرفة وفهم الطبيعة. ففي العالم القديم، بدءاً من أرسطو، إلى القرن التاسع عشر، كان مصطلح «الفلسفة الطبيعية» هو مصطلح مشترك يستخدم لوصف ممارسة دراسة الطبيعة.
في القرن السابع عشر تلقي مفهوم «الدين» شكله الحديث على الرغم من أن النصوص القديمة مثل الكتاب المقدس والقرآن والنصوص المقدسة الأخرى لم يكن لديها مفهوم الدين باللغات الأصلية ولم يكن لدي الناس أو الثقافات التي كتبت فيها هذه النصوص المقدسة معرفة بهذا المصطلح. في القرن التاسع عشر، لاحظ ماكس مولر أن ما يسمى الدين القديم اليوم، كان يمكن أن يسمى «القانون» في العصور القديمة. فعلى سبيل المثال، ليس هناك ما يعادل بالضبط كلمة «الدين» باللغة العبرية، كما أن اليهودية لا تميز بوضوح بين الهويات الدينية أو القومية أو العرقية أو الإثنية. على مدى تاريخها الطويل، لم يكن لدى اليابان مفهوم «الدين» لأنه لا توجد كلمة يابانية مقابلة، ولا أي شيء قريب من معناها، ولكن عندما ظهرت السفن الحربية الأمريكية قبالة ساحل اليابان في عام 1853 وأجبرت الحكومة اليابانية على توقيع معاهدات كاناغاوا وتم مطالبتها، ضمن بنود المعاهدة، بتطبيق حرية الدين، كان على البلاد أن تتعامل مع هذه الفكرة الغربية.

### العصور الوسطى وعصر النهضة
إن تطور العلوم (خاصة الفلسفة الطبيعية) في أوروبا الغربية خلال العصور الوسطى، له أساس كبير في أعمال العرب الذين ترجموا الأعمال اليونانية واللاتينية لعبت أعمال أرسطو دورا رئيسياً في إضفاء الطابع المؤسسي، والمنهجي في العلوم. في المسيحية، تم اعتبار العقل تابعاً لالوحي، الذي يحتوي على الحقيقة في نهاية المطاف، وهذه الحقيقة لا يمكن الطعن فيها. على الرغم من أن المسيحيين في العصور الوسطى كانت لديهم الرغبة في استخدام أسبابهم الخاصة، إلا أنه لم يكن لديهم سوى فرص قليلة لممارسة ذلك. في جامعات القرون الوسطى، كانت كلية الفلسفة الطبيعية واللاهوت منفصلتين، والمناقشات المتعلقة بالقضايا اللاهوتية غالباً كان لا يسمح أن تقوم بها كلية الفلسفة.[بحاجة لرقم الصفحة]
إن دور العلم في القرون الوسطى ومدي تأثيره مباشرة علي الفلسفة الجديدة للثورة العلمية لا يزال موضوعاً للنقاش، ولكن كان له بالتأكيد تأثير كبير.
وقد مهدت العصور الوسطى للتطورات التي حدثت في العلم، خلال عصر النهضة والتي نجحت على الفور. مع التطورات الهامة التي تحدث في العلوم والرياضيات والطب والفلسفة، أصبحت العلاقة بين العلم والدين واحدة من المواضيع المثيرة للفضول والاستجواب. وعندما أصبحت النزعة الإنسانية أكثر وأكثر شعبية، حاول الناس فهم الطبيعة المحيطة بهم بشكل أفضل، بدلاً من اللجوء إلى التطلعات الدينية. نظرت النهضة الإنسانية إلى النصوص اليونانية والرومانية الكلاسيكية لتغيير الفكر المعاصر، مما يسمح لعقلية جديدة بالظهور بعد العصور الوسطى. فهم قراء عصر النهضة هذه النصوص الكلاسيكية بالتركيز على القرارات والإجراءات والإبداعات الإنسانية، بدلاً من اتباع القواعد التي وضعتها الكنيسة الكاثوليكية بأنها «خطة الله». وعلى الرغم من أن العديد من علماء عصر النهضة ظلوا دينيين، إلا أنهم آمنوا بأن الله أعطى فرصاً للإنسان، وكان من واجب الإنسان أن يفعل «أفضل شيء وأكثر شيء أخلاقي». لقد كانت النهضة الإنسانية «نظرية وممارسة أخلاقية ركزت على العقل والبحث العلمي والوفاء الإنساني في العالم الطبيعي». سوزان أبرنيثي.
نتيجة للاختراعات في هذه الفترة، وخاصة المطبعة من قبل يوهانس غوتنبرغ، تم السماح لنشر الكتاب المقدس بالكثير من اللغات (لغات غير اللاتينية). وقد سمح ذلك لعدد أكبر من الناس بالقراءة والتعلم من الكتاب المقدس، مما أدى إلى الحركة الإنجيلية. لقد ركز من نشروا هذه الرسالة على الفردية بدلاً من هياكل الكنيسة.

## الوجهات النظر

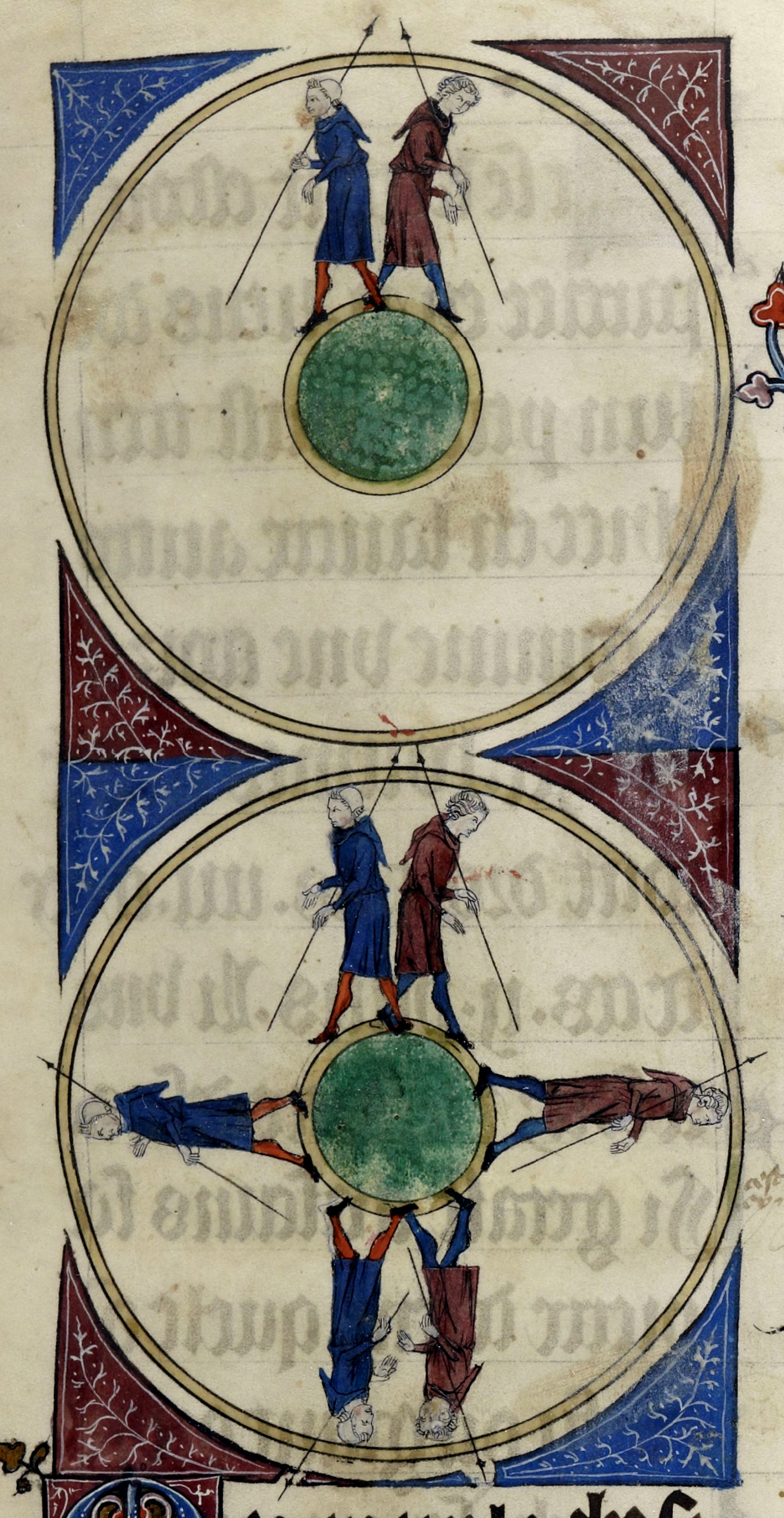
تصوير فني من القرون الوسطى لكروية الأرض

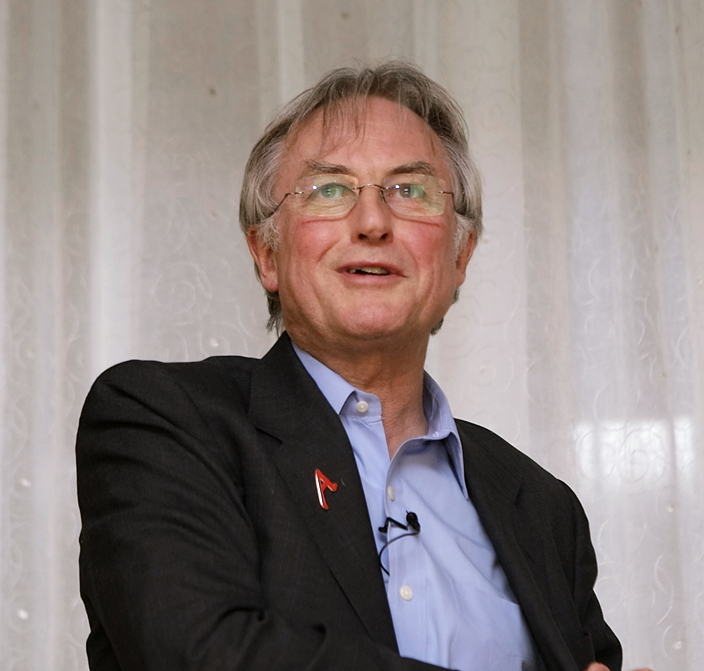
وفقا ل ريتشارد داوكينز، «العلم ليس فقط قومي بهدم الدين، ولكن الدين أيضاً يهدم العلم، فهو يعلم الإنسان أن يكون راضياً بالتفسيرات التافهة، الخارقة للطبيعة ويخفي عنهم التفسيرات الحقيقية الرائعة، فهو يعلمهم قبول السلطة والوحي والإيمان بدلا من الإصرار دائما على الأدلة».

وقد تم تصنيف أنواع التفاعلات التي قد تنشأ بين العلم والدين، بحسب العالم اللاهوتي، والكاهن الأنجليكاني والفيزيائي جون بولكينهورن إلي:
(1) الصراع بين التخصصات،
(2) استقلالية التخصصات،
(3) الحوار بين التخصصات والتداخل بينها،
(4) التكامل بين التخصصات في مجال واحد.
هذا التصنيف يشبه تلك التي يستخدمها اللاهوتيون إيان بربور وجون هوت.

### عدم التوافق
وفقا لجيليرمو باز مينيو وأفيلينا إسبينوسا، فإن الصراع التاريخي بين التطور والدين هو صراع جوهري نتيجة لعدم التوافق بين العقلانية/التجريبية والإيمان بالسببية الخارقة للطبيعة؛ وقد اقترح هؤلاء المؤلفين رسميا فرضية عدم التوافق لشرح «الصراع لأبدي بين العلم والإيمان». وفقا لجيري كوين، فإن وجهات النظر حول التطور ومستويات التدين في بعض البلدان، جنباً إلى جنب مع وجود كتب تشرح المصالحة بين التطور والدين، تشير إلى أن الناس لديهم صعوبة في الاعتقاد في الوقت نفسه، مما يعني ضمنا عدم التوافق.
، فإن وجهات النظر حول تطور ومستويات التدين في بعض البلدان، جنبا إلى جنب مع وجود كتب تشرح المصالحة بين التطور والدين، تشير إلى أن الناس لديهم صعوبة في الإيمان بالعلم والدين في الوقت نفسه، مما يعني ضمنياً عدم التوافق.
وفقا لنيل ديجراس تايسون، فإن الفرق المركزي بين طبيعة العلم والدين هو أن مطالبات العلم تعتمد على التحقق التجريبي، في حين أن ادعاءات الأديان تعتمد على الإيمان، وهذه هي مناهج لا يمكن التوفيق بينها.
ريتشارد داوكينز المعادي للدين الأصولي والمبشر بنشاط المؤسسة العلمية يري أن الدين «يفسد العلم ويضعف الفكر». ويعتقد أنه عندما يحاول معلمو العلوم شرح التطور، يكون هناك عداء يستهدفهم من قبل الآباء والأمهات المتشككون لأنهم يعتقدون أن ذلك يتعارض مع معتقداتهم الدينية، حتى أن بعض الكتب المدرسية قد أزالت بشكل منهجي كلمة «التطور». ووفقا لشون كارول، فإنه حيث أن الدين يدعم الإدعاءات التي لا تتوافق مع العلم، مثل الأحداث الخارقة للطبيعة، فإنه بالتالي كلاهما غير متوافق.
البعض الآخر مثل فرانسيس كولينز، وكينيث ميلر، وجورج كوين، وفرانسيسكو أيالا لا يوافقون على أن العلم لا يتفق مع الدين والعكس. وهم يجادلون بأن العلم يوفر العديد من الفرص للبحث وإيجاد الله في الطبيعة والتفكير في معتقداتهم.
ويرى كارل جيبرسون أنه عند مناقشة التوافق، فإن بعض المثقفين العلميين غالباً ما يتجاهلون وجهات نظر القادة الفكريين في اللاهوت، وبدلاً من ذلك يجادلون ضد الجماهير الأقل اطلاعاً، وبالتالي تحديد مفهوم الدين من قبل غير المثقفين، وأصبح النقاش بشكل غير عادل. ويجادل بأن القادة في العلوم يتفوقون أحياناً في المواضيع العلمية القديمة، وأن القادة في علم اللاهوت يفعلون الشيء نفسه، فبمجرد أخذ الفكر اللاهوتي في الاعتبار، فإن الأشخاص الذين يمثلون مواقف متطرفة مثل كين هام وأوجيني سكوت سيصبحون غير ذي صلة.

#### نظرية الصراع
أطروحة الصراع، التي تؤكد أن الدين والعلوم كانت في صراع مستمر على مر التاريخ، كات شائعة في القرن التاسع عشر من قبل جون ويليام درابر وأندرو ديكسون وايت. في القرن التاسع عشر، أصبحت العلاقة بين العلم والدين موضوعاً رسمياً للخطاب الرسمي، في حين لم يكن هناك أحد قبل ذلك يلقي بالاً لصراع العلم ضد الدين أو العكس، على الرغم من أن التفاعلات المعقدة بين الحين والآخر قد تم التعبير عنها قبل القرن التاسع عشر. معظم المؤرخين المعاصرين في العلوم يرفضون الآن أطروحة الصراع في شكلها الأصلي وأصبحوا لا يدعمونها. بدلا من ذلك، فقد حل محله البحث التاريخي اللاحق الذي أدى إلى فهم أكثر دقة: وقال غاري فرنغرن، المؤرخ في العلوم، «على الرغم من أن الصور المثيرة للجدل لا تزال تمثل مثالاً على العداء المفترض من المسيحية للنظريات العلمية الجديدة، فقد أظهرت الدراسات أن المسيحية غالباً ما عززت وشجعت المسعى العلمي، من دون أي توتر.إذا كانت تجربة جاليليو وسكوبيس تتبادر إلى الذهن كأمثلة على الصراع، فهذه استثناءات وليست القاعدة».
مثال غالب على الصراع الذي تم توضيحه من قبل البحث التاريخي في القرن العشرين، هو قضية غاليليو، حيث تم استخدام تفسيرات الكتاب المقدس لمهاجمة أفكاره. بحلول عام 1616 ذهب غاليليو إلى روما لمحاولة إقناع سلطات الكنيسة الكاثوليكية بعدم حظر أفكار كوبرنيكوس. في النهاية، صدر مرسوم من مجمع العلوم، معلناً أن الأفكار التي ادعت بأن الشمس واقفة لا تتحرك وأن الأرض هي التي تتحرك وتدور كانت «كاذبة» و «مخالفة تماماً للكتاب المقدس»، وتعليق معتقدات كوبرنيكوس حتى يمكن تصحيحها. تم اكتشاف أن جاليليو هو «المشتبه به بشدة في هذه البدعة»، وهي من تبني الرأي بأن الشمس تكمن بلا حراك في وسط الكون، وأن الأرض ليست في مركزها وتتحرك دائماً. ومع ذلك، قبل كل هذا، كان البابا أوربان الثامن قد طلب غاليليو شخصياً لإعطاء حجج مع وضد مركزية الشمس، والحرص على عدم الدعوة بمركزية الشمس كما قد ثبتت نظرياً منذ الإجماع العلمي في ذلك الوقت حيث أن الأدلة على مركزية الشمس كانت ضعيفة جداً. وكانت الكنيسة مجرد جانب من الإجماع العلمي في ذلك الوقت. وطلب البابا أوربان الثامن إدراج آرائه بشأن هذه المسألة في كتاب غاليليو.
الأدلة الفعلية التي أثبتت أخيراً مركزية الشمس جاءت بعد قرون من غاليليو مثل: انحراف النجوم من قبل جيمس برادلي في القرن الثامن عشر، والحركات المدارية للنجوم الثنائية من قبل ويليام هيرشيل في القرن التاسع عشر، والقياس الدقيق للمناظر النجمية في القرن التاسع عشر، والميكانيكا النيوتونية في القرن السابع عشر.

### الاستقلالية
وجهة نظر حديثة، وصفها ستيفن جاي جولد بأنها «ماجيستيريا غير متداخلة»، وهي أن العلم والدين يتعاملان مع جوانب منفصلة جوهرياً من الخبرة الإنسانية وهكذا، وعندما يبقى كلاً منها ضمن مجاله فقط، فإنهما يتعايشان سلمياً. في حين تحدث جولد عن الاستقلال من وجهة نظر العلم، فإن العالم والتر ستيس ينظر إلى الاستقلال من وجهة نظر فلسفة الدين. ورأى ستيس أن العلم والدين، عندما ينظر إلى كلاً منهما في مجاله الخاص، فإن كلاً منهما يصبح متسقاً وكاملاً.
وتؤيد الأكاديمية الوطنية للعلوم في الولايات المتحدة الأمريكية الرأي القائل بأن العلم والدين مستقلان.

#### التشابه في الطريقة
وفقاً لإيان باربور، وتوماس كون فأن العلم يتكون من نماذج تنشأ عن التقاليد الثقافية، التي تشبه المنظور العلماني في الدين.
مايكل بولاني قال بأنه مجرد التزام عالمي التي تحمي من الذاتية وليس له أي علاقة على الإطلاق بالإنفصال والإنعزال كما وجد في العديد من المفاهيم الطريقة العلمية. وأضاف بولاني أن العالم غالباً ما يتبع مجرد الحدس من «الجمال الفكري والتناظر، والاتفاق التجريبي».
وقال اثنان من علماء الفيزياء، تشارلز كولسون وهارولد ك. شيلينغ، أن «أساليب العلم والدين لديها الكثير من القواسم المشتركة». وأكد شيلينغ أن كلا الحقلين - العلوم والدين - لهما «بنية ثلاثية الأبعاد من الخبرة، والتفسير النظري، والتطبيق العملي.» وأكد كولسون أن العلم، مثل الدين، «التقدم من خلال الخيال والإبداع» وليس «مجرد جمع للحقائق»، مع الإشارة إلى أن الدين يجب أن يتطور «ولا ينطوي على انعكاس نقدي على الخبرة لا تختلف عن ما يجري في العلم.»

### الحوار

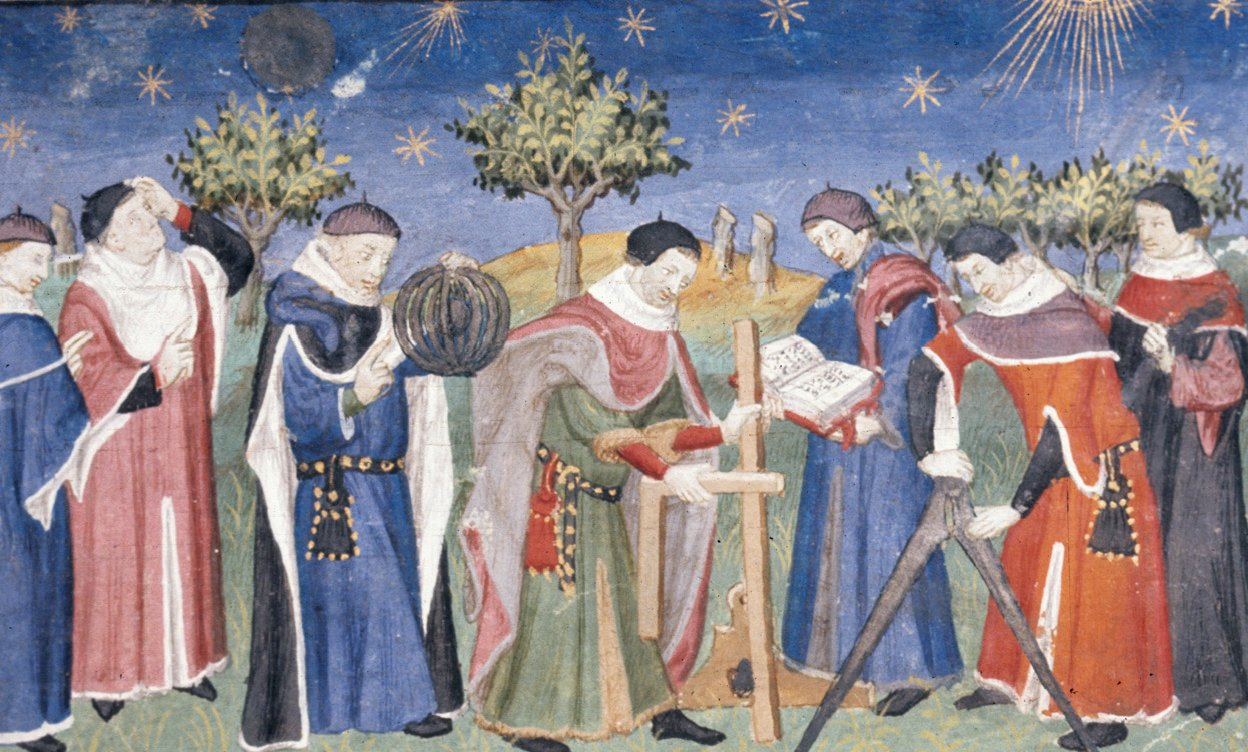
دراسة علم الفلك والهندسة (فرنسا، أوائل القرن الخامس عشر).

ويتألف مجتمع الدين والأوساط العلمية من هؤلاء العلماء الذين ينخرطون في ما يسمى «الحوار بين الدين والعلوم» أو «حقل الدين والعلوم». هذا المجتمع لا ينتمي إلى المجتمع العلمي ولا الديني، ولكن يقال أنه مجتمع متداخل ثالث من العلماء المهتمين، والكهنة، ورجال الدين، واللاهوتيين.
إن الحوار الحديث بين الدين والعلم متجسد في كتاب إيان بربور لعام 1966 «قضايا في العلوم والدين». ومنذ ذلك الوقت نمي الحوار ليصبح مجالاً أكاديمياً خطيراً.

الفيلسوف ألفين بلانتينغا جادل بأن هناك صراعاً سطحياً ولكن هناك وفاق عميق بين العلم والدين، وأن هناك صراعاً عميقاً بين العلم والطبيعية الميتافيزيقية. وقد علق الفيلسوف مارتن بودري في مراجعة كتاب بلانتينغا أنه يلجأ إلى الخلق ويخفق في «درء الصراع بين الطبيعة والتطور».

### الدمج
ومن وجهة النظر العامة، فإنه في حين أن التفاعلات معقدة بين تأثيرات العلوم واللاهوت والأمور السياسة والاجتماعية والاقتصادية، ينبغي التأكيد على النحو الواجب على الارتباطات الإنتاجية بين العلم والدين على مر التاريخ.
وغالبا ما تتعايش وجهات النظر العلمية واللاهوتية بشكل سلمي. لقد اندمج المسيحيون وبعض الديانات غير المسيحية تاريخياً بشكل جيد مع الأفكار العلمية، كما هو الحال في مصر القديمة ففي حين انتهي الإتقان التكنولوجي المطبق على التوحيد، بدأ ازدهار المنطق والرياضيات في ظل الهندوسية والبوذية، والتقدم العلمي الذي حققه علماء الإسلام خلال الإمبراطورية العثمانية. حتى أن العديد من الطوائف المسيحية في القرن التاسع عشر رحبت بالعلماء الذين ادعوا أن العلم ليس مهتماً على الإطلاق باكتشاف الطبيعة النهائية للواقع.

## البهائية
مبدأ أساسي في الإيمان البهائي هو انسجام الدين والعلم. الأدب البهائي يؤكد أن العلم الصحيح والدين الصحيح لا يمكن أبداً أن يكونوا في صراع. عبد الله، ابن مؤسس هذا المذهب، يري أن الدين دون علم هو بعض الخرافات وأن العلم دون دين هو المادية المطلقة. كما حذر من أن الدين الحقيقي يجب أن يتوافق مع استنتاجات العلم.

## البوذية
البوذية والعلم يعتبرهم العديد من المؤلفين بأنهم متوافقان. بعض التعاليم الفلسفية والنفسية الموجودة في البوذية تشترك في نقاط مشتركة مع الفكر العلمي والفلسفي الغربي الحديث. على سبيل المثال، تشجع البوذية التحقيق المحايد للطبيعة (وهو نشاط يشار إليه باسم  داما-فيكايا ) - وبالتالي فإن الهدف الرئيسي للدراسة هو نفسه. وتظهر البوذية والعلوم تركيزاً قوياً على السببية. ومع ذلك، فإن البوذية لا تركز على المادية.[بحاجة لرقم الصفحة]

## الديانة المسيحية

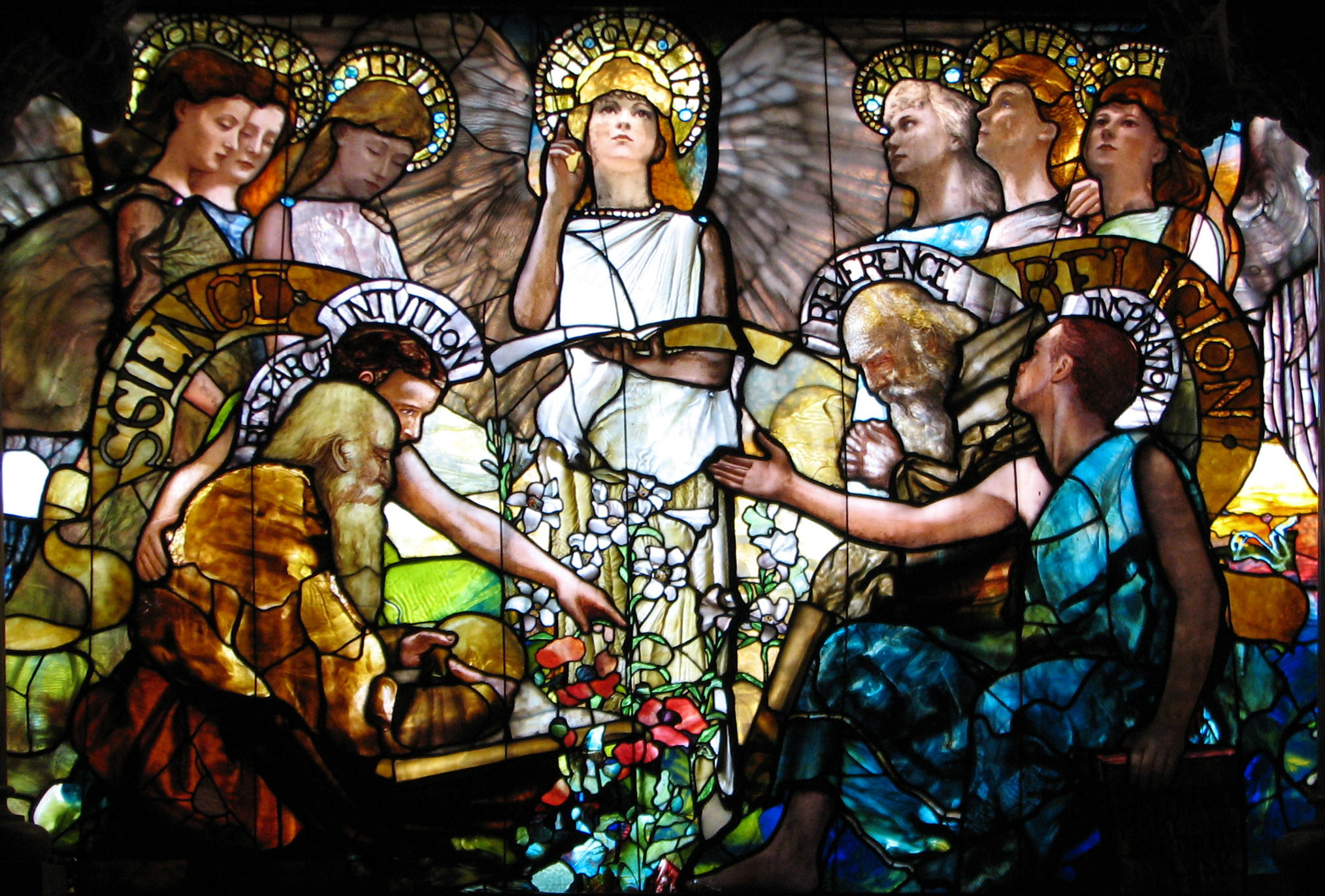
تصوير العلوم والدين في وئام في نافذة لويس كومفورت تيفاني (1890).

كانت معظم مصادر المعرفة المتاحة للمسيحيين الأوائل مرتبطة وجهات النظر العالمية الوثنية.على سبيل المثال، من بين المعلمين المسيحيين الأوائل، ترتليان (160-220) كان لديهم رأي سلبي عموماً في الفلسفة اليونانية، في حين أن أوريجانوس (185-254) اعتبرها أكثر من ذلك بكثير وطلب من طلابه قراءة كل عمل متاح لهم.
تبدو المحاولات السابقة لمصالحة المسيحية مع الميكانيكا النيوتونية مختلفة تماماً عن المحاولات اللاحقة للمصالحة مع الأفكار العلمية الجديدة مثل التطور أو النظرية النسبية.  العديد من التفسيرات المبكرة للتطور استقطبت نفسها حول النضال من أجل الوجود. وقد عورضت هذه الأفكار بشكل كبير من خلال النتائج التي توصلت إليها في وقت لاحق أنماط التعاون البيولوجي. وفقا لجون هابجود، كل رجل يعرف حقاً هنا أن الكون يبدو أن يكون مزيجاً من الخير والشر، الجمال والألم، وأن المعاناة قد تكون بطريقة أو بأخرى جزءاً من عملية الخلق. 
الفلاسفة المسيحيون أوغسطينوس (354-30) وتوماس الأكويني اعتقدوا أن الكتب المقدسة يمكن أن تكون لها تفسيرات متعددة بشأن مجالات معينة تكون فيها المسائل أبعد ما تكون عن متناولها، ولذلك ينبغي للمرء أن يترك مجالاً للاستنتاجات المستقبلية لتسليط الضوء على المعاني.
المؤرخون الحديثون للعلوم مثل جورج هيلبورن، وأليستير كاميرون كرومبي، وديفيد ليندبيرغ، وإدوارد غرانت، وتوماس غولدشتاين، وتيد ديفيس قد استعرضوا فكرة شائعة وهي أن المسيحية في العصور الوسطى كان لها تأثير سلبي في تطور الحضارة والعلوم. في وجهات نظرهم، لم يقم الرهبان فقط بإنقاذ وزراعة بقايا الحضارة القديمة خلال الغزوات البربرية، ولكن الكنيسة في القرون الوسطى عززت التعلم والعلوم من خلال رعايتها للعديد من الجامعات التي نمت تحت قيادتها بسرعة في أوروبا في القرنين الحادي عشر والثاني عشر، لم يكن القديس توماس الأكويني، وهو «لاهوتي نموذجي» للكنيسة، يجادل بأن السبب هو الانسجام مع الإيمان، بل إنه اعترف بأن العقل يمكن أن يسهم في فهم الوحي، وبالتالي يشجع التطور الفكري.
يقول ديفيد ليندبرج أن الاعتقاد الشعبي واسع الانتشار بأن العصور الوسطى كان وقت الجهل والخرافات بسبب الكنيسة المسيحية هو «كاريكاتير». وفقا لليندبرغ، أنه في حين أنه هناك بعض أجزاء من التقليد الكلاسيكي الذي يوحي بهذا الرأي، كانت هذه حالات استثنائية. وكان الشائع هو التسامح وتشجيع التفكير النقدي حول طبيعة العالم. إن العلاقة بين المسيحية والعلوم معقدة ولا يمكن تبسيطها إما إلى الانسجام أو الصراع، وفقاً لما ذكره ليندبرج.
خلال عصر التنوير، وهي فترة «تميزت بالثورات الدرامية في العلم» وصعود التحديات البروتستانتية لسلطة الكنيسة الكاثوليكية عن طريق الحرية الفردية، أصبحت سلطة الكتاب المقدس المسيحي تحدياً قوياً. ومع تقدم العلم، أصبح قبول النسخة الحرفية من الكتاب المقدس ضرورياً على نحو متزايد، وقدم البعض في تلك الفترة طرقاً لتفسير الكتاب المقدس وفقا لللعلم.

### وجهات نظر حول التطور
في التاريخ الحديث، صنعت نظرية التطور بعض الجدل بين المسيحية والعلوم. المسيحيون الذين يقبلون التفسير الحرفي للكتاب المقدس يجدون عدم التوافق بين التطور الدارويني وتفسيرهم للإيمان المسيحي. في عام 1925، مررت ولاية تينيسي قانون بتلر، الذي يحظر تدريس نظرية التطور في جميع المدارس في الولاية. وفي وقت لاحق من ذلك العام، صدر قانون مماثل في ولاية ميسيسيبي، وبالمثل، أركنساس في عام 1927. وفي عام 1968، تم إلغاء هذه القوانين من قبل المحكمة العليا للولايات المتحدة ووصفها بأنها غير دستورية وتعارض التعديل الأول لدستور الولايات المتحدة والتعديل الرابع لدستور الولايات المتحدة.
وقد رفض معظم العلماء علم الخلق لعدة أسباب، بما في ذلك أن ادعاءاته لا تشير إلى أسباب طبيعية ولا يمكن اختبارها. في عام 1987، قضت المحكمة العليا للولايات المتحدة بأن الخلق أمر ديني وليس علمي، ولا يمكن الدعوة إليه في المدارس الحكومية (الممولة من الحكومة) والفصول الدراسية.

### المصالحة في بريطانيا في أوائل القرن العشرين
في «التوفيق بين العلم والدين: النقاش في بريطانيا في أوائل القرن العشرين»، يقول مؤرخ علم الأحياء بيتر جيه بولر أنه على النقيض من الصراعات بين العلم والدين في الولايات المتحدة في عشرينات القرن الماضي، فقد حاولت بريطانيا العظمى خلال هذه الفترة بذل جهود متضافرة في المصالحة التي يدافع عنها علماء محافظون فكرياً وبدعم من علماء دين ليبراليين ولكن تمت المعارضة من العلماء والعلمانيين الأصغر سناً والمسيحيين المحافظين، وقد تلاشت محاولات المصالحة هذه في الثلاثينيات بسبب زيادة التوترات الاجتماعية، والتحركات نحو اللاهوت الأرثوذكسي، وقبول المنظور التطوري الحديث.

### الكاثوليكية الرومانية
كان موقع الكنيسة الكاثوليكية الرومانية على مر القرون، موقع تناغم وانسجام بشأن العلاقة بين العلم والدين، وقد حافظت على تدريس قانون التطور الطبيعي على النحو الذي حدده توماس أكويناس. على سبيل المثال، فيما يتعلق بالدراسة العلمية مثل التطور، فإن موقف الكنيسة غير الرسمي هو مثال على المنظور التطوري، مشيراً إلى أن الإيمان والنتائج العلمية المتعلقة بالتطور البشري ليست في صراع، على الرغم من أن البشر يعتبرون خلق خاص، وأن وجود الله مطلوب أن يشرح كلاً من الروح والجسد في الإنسان. وقد أدرجت المدارس الكاثوليكية جميع أساليب الدراسة العلمية في المناهج الدراسية لقرون عديدة.

### تأثير رؤية العالم التوراتية على العلوم الحديثة المبكرة
وفقا لأندرو ديكسون وايت في كتابه تاريخ الحرب بين علم اللاهوت في المسيحية في القرن التاسع عشر، فإن وجهة نظر العالم للكتاب المقدس أثرت سلباً على التقدم العلمي خلال العصور. ويقول ديكنسون أيضاً إن الأمور كانت أسوأ من ذلك مباشرة بعد الإصلاح البروتستانتي. أصبحت تفسيرات الكتاب المقدس من قبل لوثر وكالفين مقدسة لأتباعهم تماماً مثل الكتاب نفسه. واليوم، يعتبر الكثير من المنح الدراسية التي استندت إليها أطروحة النزاع في الأصل هي غير دقيقة. على سبيل المثال، الادعاء بأن المسيحيين الأوائل رفضوا النتائج العلمية التي قام بها الرومان اليونانيون هو ادعاء خاطئ، لأن الدراسات العلمانية كانت تدرس لتسليط الضوء على اللاهوت. وقد تم تكييف هذا الرأي على نطاق واسع في فترة العصور الوسطى في وقت مبكر وبعد ذلك من قبل علماء الدين (مثل أوغسطين) وأسفرت في نهاية المطاف إلي تعزيز الاهتمام بالمعرفة حول الطبيعة عبر الزمن. أيضاً، الادعاء بأن الناس في العصور الوسطى كانوا يعتقدون على نطاق واسع أن الأرض مسطحة تم اشاعته لأول مرة في نفس الفترة التي نشأت فيها أطروحة الصراع. من سقوط روما إلى وقت كولومبوس، فإن جميع العلماء الرئيسيين والعديد من الكتاب العامييين المهتمين بدراسة الشكل المادي للأرض تبنوا نظرية كروية الأرض باستثناء لاكتانتيوس وكوزماس.
مؤرخ أكسفورد بيتر هاريسون هو الآخر جادل بأن النظرة الكتابية كانت كبيرة لتطوير العلوم الحديثة. ويدعي هاريسون أن النهج البروتستانتي للكتاب المقدس كان له عواقب كبيرة في تفسير كتاب الطبيعة. وقد اقترح هاريسون أيضاً أن القراءات الحرفية من روايات سفر التكوين من الخلق والسقوط حفزت وشجعت النشاط العلمي في إنجلترا في القرن السابع عشر. بالنسبة للعديد من ممارسيها في القرن السابع عشر، كانوا يتصورون العلم كوسيلة لاستعادة السيطرة البشرية على الطبيعة. وقد كشف المؤرخان جيمس جاكوب ومارغريت جاكوب عن وجود صلة بين التحولات الفكرية والعلماء الإنجليز المؤثرين في القرن السابع عشر مثل روبرت بويل وإسحاق نيوتن. وقد كتب فيلسوف الدين، ريتشارد جونز، نقداً فلسفياً ل«أطروحة التبعية» التي تفترض أن العلوم الحديثة نشأت من مصادر ومذاهب مسيحية. على الرغم من أنه يعترف بأن العلم الحديث ظهر في إطار ديني، إلا أن المسيحية رفعت إلى حد كبير من أهمية العلم عن طريق فرض عقوبات وإضفاء الشرعية عليه في العصور الوسطى، وأن المسيحية خلقت سياق اجتماعي مواتي لتنمو؛ يقول إن المعتقدات المسيحية المباشرة أو المذاهب لم تكن مصادر أساسية للمباحثات العلمية من قبل الفلاسفة الطبيعيين، كما أن المسيحية، في حد ذاتها، ليست ضرورية بشكل مباشر في تطوير أو ممارسة العلوم الحديثة. وقال عالم الاجتماع رودني ستارك من جامعة بايلور بأن «اللاهوت المسيحي كان ضروريا لظهور العلم».
كان للبروتستانتية تأثير هام على العلم. وفقا لأطروحة ميرتون، فإنه كان هناك ارتباط إيجابي بين صعود التدين والبروتستانتية من جهة وبداية العلم التجريبي من جهة أخرى. تحتوي أطروحة ميرتون على جزأين منفصلين: أولا، تقديم نظرية أن العلم يتغير بسبب تراكم الملاحظات والتحسينات في التقنيات التجريبية والمنهجية؛ وثانيا، يطرح الحجة القائلة بأن شعبية العلم في القرن السابع عشر في إنجلترا ووالديموغرافية الدينية من الجمعية الملكية (كان علماء اللغة الإنجليزية في ذلك الوقت معظمهم من البوريتانيين أو البروتستانت الآخرين) يمكن تفسيرها من خلال الارتباط بين البروتستانتية والقيم العلمية.

## الكونفوشيوسية والدين الصيني التقليدي
كانت العملية الكونفوشيوسية التاريخية إلى حد كبير مناهضة للاكتشاف العلمي. ومع ذلك فإن النظام الديني الفلسفي نفسه هو أكثر حيادية في هذا الموضوع من مثل هذا التحليل الذي يوحي به. وبالمثل، خلال فترة القرون الوسطى، جادل تشو شي ضد التحقيق التقني والتخصص الذي اقترحه تشن ليانغ. بعد الاتصال مع الغرب، اعتمد علماء مثل وانغ فوزي على التشكك البوذي / الداوي في إدانة كل العلم باعتباره سعياً شخصياً يقيده الجهل الأساسي للإنسانية بالطبيعة الحقيقية للعالم.

## الهندوسية

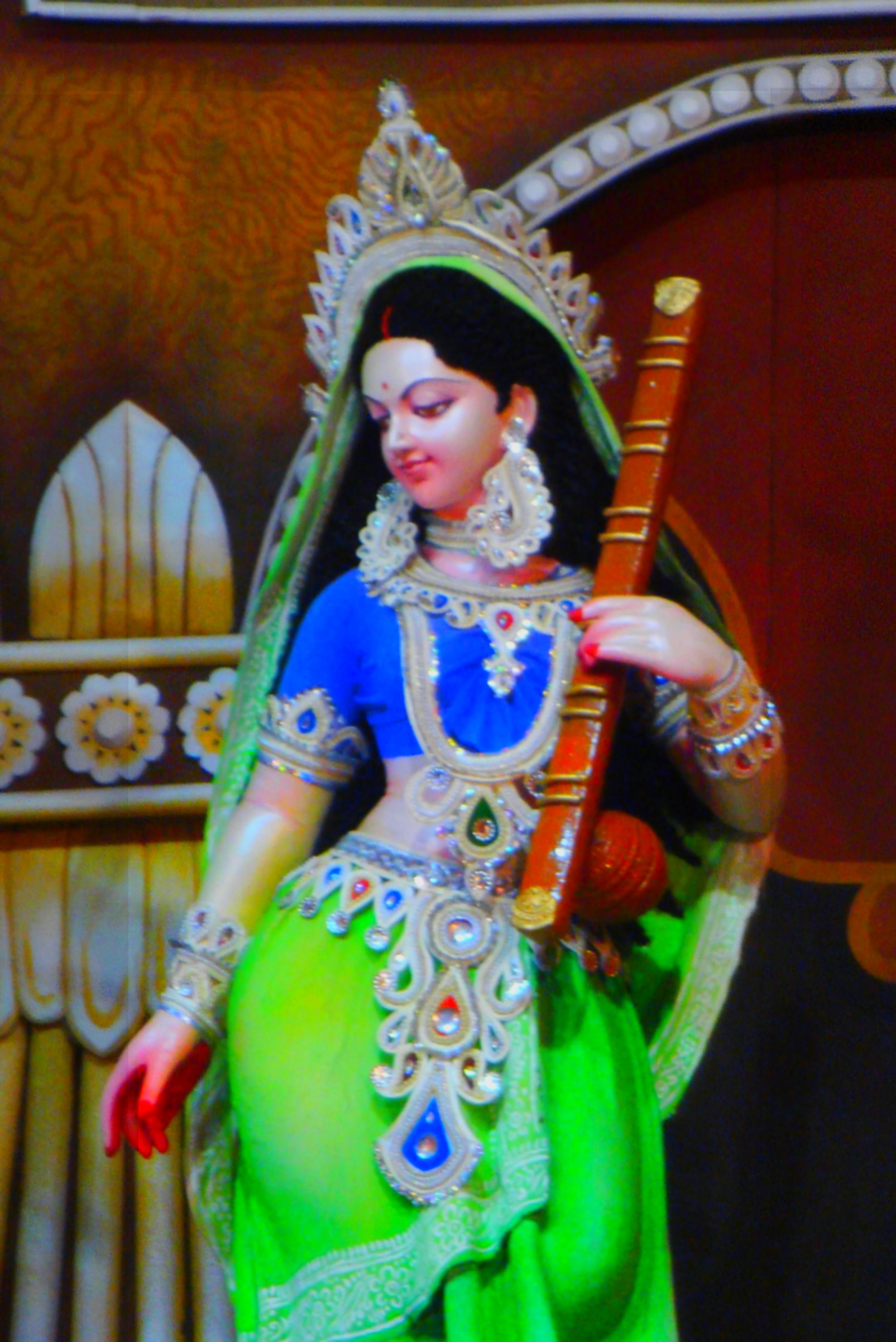
ساراسواتي تعتبر إلهة المعرفة، والموسيقى، والفنون والعلم.

في الهندوسية، فإن الخط الفاصل بين العلوم الموضوعية والمعرفة الروحية هو المفارقة اللغوية فقط. كانت الأنشطة الهندسية الهندوسية والتقدم العلمي الهندي القديم مترابطة جداً بحيث أن العديد من الكتب المقدسة الهندوسية هي أيضاً أدلة علمية قديمة والعكس بالعكس. في عام 1835، أصبحت اللغة الإنجليزية هي اللغة الأساسية للتدريس في التعليم العالي في الهند، وبذلك بدأ الطلاب الهندوس بالانفتاح إلى الأفكار العلمانية الغربية، وبدأت النهضة الهندوسية فيما يتعلق بالفكر الديني والفلسفي. قدمت الهندوسية طرق لتصحيح وتحويل نفسها إلي الطريق الصحيح في الوقت المناسب. على سبيل المثال، كانت الآراء الهندوسية حول تطور الحياة قد شملت مجموعة من وجهات النظر فيما يتعلق بالتطور، والخلق، وأصل الحياة ضمن تقاليد الهندوسية. لم يكن لدى شانكارا وسامخيا مشكلة في نظرية التطور، ولكن بدلاً من ذلك، جادلوا عن وجود الله وما يحدث بعد الموت. وقد أختلفت هاتان المجموعتان المتمايزتان بسبب فلسفات بعضهما البعض نتيجة نصوصهما المقدسة، وليس بسبب فكرة التطور.
سامخيا، أقدم مدرسة للفلسفة الهندوسية، تصف طريقة معينة لتحليل المعرفة. وفقاً لسامخيا، فإن كل المعرفة ممكنة من خلال ثلاث وسائل من المعرفة الصحيحة –
1. الإدراك الشعوري المباشر،
2. المنطق والاستدلال[145]

1. الشهادة الشفهية.[146][147]

وتختلف قصص ظهور الحياة داخل الكون في الوصف، ولكن بشكل كلاسيكي فإن الإله يسمى براهما، فالآلهة الثلاثة وهم فيشنو وشيفا، وتريمورتي هم من بدأوا «الخليقة»، أو بشكل أكثر تحديداً «نشر الحياة داخل الكون». في هذا الصدد بعض المدارس الهندوسية لا تتعامل مع الكتاب المقدس في أسطورة الخلق حرفياً وغالباً لا تدخل في تفاصيل محددة، وبالتالي تترك إمكانية مفتوحة على الأقل لدعم بعض النظريات التطور.

## الإسلام

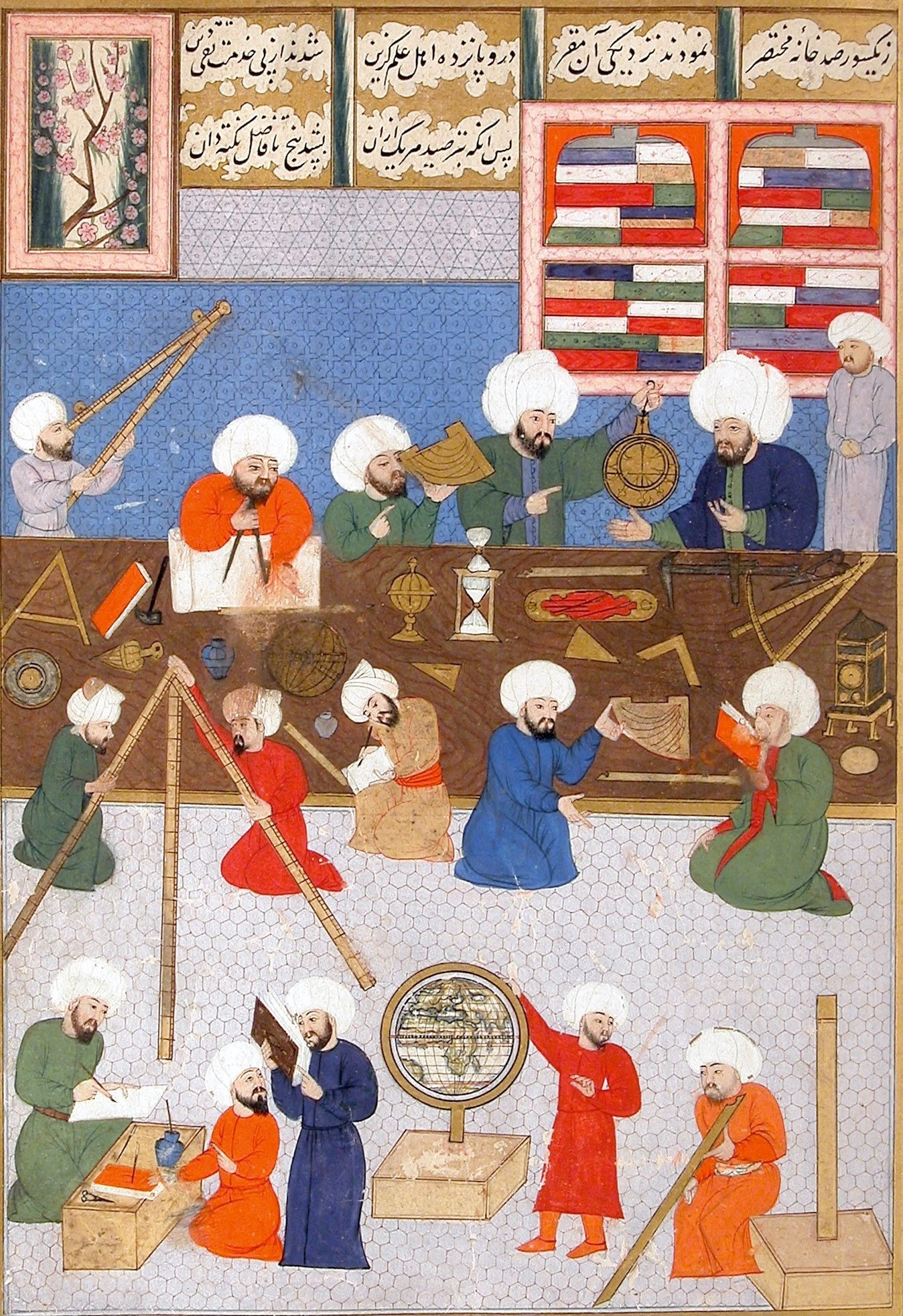
العمل في مرصد تقي الدين

من وجهة نظر إسلامية، يعتبر علم دراسة الطبيعة مرتبطاً بمفهوم التوحيد (وحدانية الله)، كما هو الحال مع جميع فروع المعرفة الأخرى. في الإسلام، لا ينظر إلى الطبيعة على أنها كيان منفصل، وإنما كجزء لا يتجزأ من النظرة الشاملة للإسلام والإنسانية والعالم. إن النظرة الإسلامية للعلوم والطبيعة تتكامل مع الدين والرب. هذا الرابط ينطوي على جانب مقدس في السعي إلى المعرفة العلمية من قبل المسلمين، حيث ينظر إلى الطبيعة نفسها في القرآن على أنها مجموعة من الإشارات التي تشير إلى الوجود الإلهي. روبرت بريفولت، في كتابه «صنع الإنسانية»، يؤكد أن وجود العلم نفسه، كما هو مفهومه بالمعنى الحديث، متأصل في الفكر العلمي والمعرفة التي ظهرت في الحضارات الإسلامية خلال هذه الفترة. ابن الهيثم، عالم عربي مسلم، كان مؤيداً مبكراً لمفهوم أن أي فرضية يجب إثباتها بناءً علي تجارب استناداً على إجراءات يمكن تأكيدها أو أدلة رياضية - وبذلك استنبط الأسلوب العلمي قبل علماء عصر النهضة بأكثر من مائتي عام.
مع تراجع الحضارات الإسلامية في أواخر العصور الوسطى وصعود أوروبا، تحول التقليد العلمي الإسلامي إلى فترة جديدة. المؤسسات التي كانت موجودة لعدة قرون في العالم الإسلامي أصبحت تنظر إلى المؤسسات العلمية الجديدة للقوى الأوروبية. هذا غير ممارسة العلم في العالم الإسلامي، حيث كان على علماء الإسلام مواجهة نهج التعلم العلمي الغربي، الذي يقوم على فلسفة مختلفة للطبيعة.

### الأحمدية
تؤكد حركة الأحمدية على أنه لا يوجد تناقض بين الإسلام والعلم. على سبيل المثال، يقبل مسلمو الأحمدية عالمياً عملية التطور من حيث المبدأ، ويعملون بنشاط على تعزيزها. وعلى مدى عدة عقود، أصدرت الحركة منشورات مختلفة لدعم المفاهيم العلمية وراء عملية التطور، وكثيرا ما تشارك في تعزيز الكيفية التي تدعم بها الكتب الدينية، مثل القرآن الكريم، هذا المفهوم.

## اليانية
اليانية لا تؤيد الاعتقاد في الخالق. وفقاً للعقيدة اليانية، كان الكون ومكوناته - الروح، والفضاء، والوقت، ومبادئ الحركة موجودة دائماً منذ الأزل. وتخضع جميع المكونات والإجراءات لقوانين الطبيعية. فليس من الممكن خلق مادة من لا شيء، وبالتالي فإن مجموع المادة في الكون لا يزال هو نفسه (على غرار قانون الحفاظ على الكتلة). وبالمثل، فإن الروح لكل كائن حي هي شئ فريد وغير مخلوق، وكان موجوداً منذ البداية.[a]

## وجهات نظر المجتمع العلمي

### تاريخياً
في القرن السابع عشر، كان مؤسسو الجمعية الملكية يحملون إلى حد كبير وجهات النظر التقليدية والأرثوذكسية الدينية، وكان عدد منهم من رجال الكنيسة البارزين. وفي حين أن القضايا اللاهوتية التي تنطوي على إمكانية الانقسام كانت تستثنى عادة من المناقشات الرسمية التي أجرتها الجمعية في البداية، فإن العديد من اللاهوتتين يعتقدون مع ذلك أن أنشطتهم العلمية توفر الدعم للمعتقدات الدينية التقليدية.
العلماء الحديثون البارزون الذين هم في الأصل ملحدون يشملون عالم الأحياء التطوري ريتشارد دوكينز، والفيزيائي الحائز على جائزة نوبل ستيفن واينبرغ. ومن أبرز العلماء الداعين إلى المعتقد الديني الفيزيائي الحائز على جائزة نوبل وعضو كنيسة المسيح تشارلز تاونز، والرئيس السابق ل مشروع الجينوم البشري البروتستانتي فرانسيس كولينز، وعالم المناخ جون هوتون.

### دراسات حول معتقدات العلماء

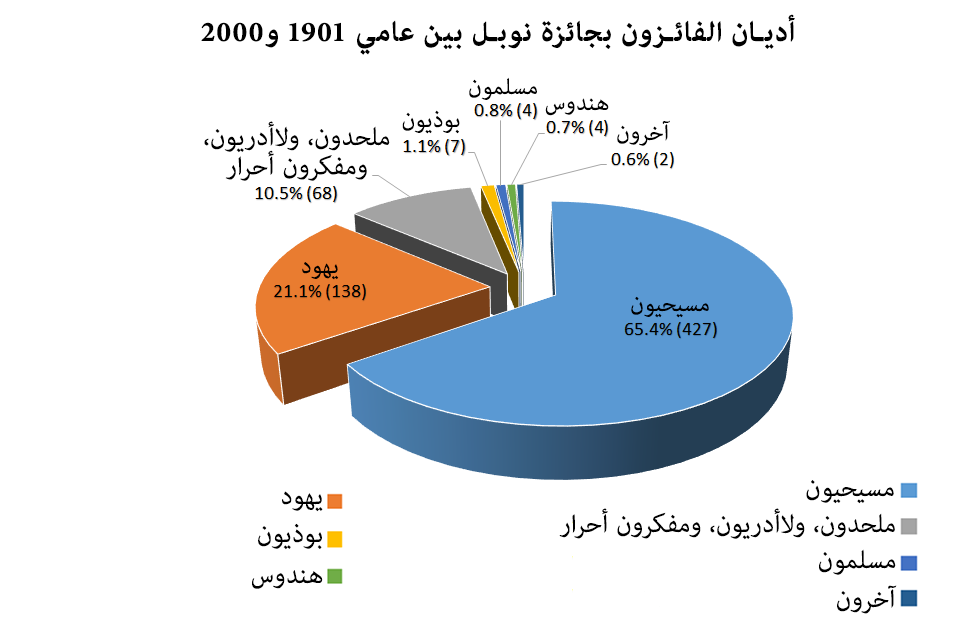
جوائز نوبل في الدين بين 1901-2000.

في عام 1916، تم اختيار ألف من العلماء الأمريكيين البارزين بشكل عشوائي من «رجال العلوم الأميركيين»، ووجد أن 42٪ منهم يعتقدون أن الله موجود، و 42٪ كفروا بوجود إله، و 17٪ لديهم شكوك أو لا يعرفون؛ ولكن عندما تم تكرار هذه الدراسة بعد 80 عاماً باستخدام «رجال ونساء أميركيين» في عام 1996، كانت النتائج متشابهة جداً، بحيث 39٪ كانوا يعتقدون أن الله موجود، و45٪ كفروا بالله، و 15٪ لديهم شكوك أو لا يعرفون.
أظهر استطلاع أجري بين عامي 2005 و 2007 من إيلين هوارد إكلاند من جامعة بافالو، جامعة ولاية نيويورك من 1646 من أساتذة العلوم الطبيعية والاجتماعية في 21 جامعة بحثية أمريكية، أنه من حيث الاعتقاد في الله أو وجود قوة أعلى، فإن أكثر من 60٪ أظهروا إما الكفر أو اللاأدرية، وأعرب أكثر من 30٪ عن الإيمان بوجود إله. وبشكل أكثر تحديداً، أجاب ما يقرب من 34٪ «لا أؤمن بالله» وحوالي 30٪ أجابوا «لا أعرف إذا كان هناك إله ولا توجد وسيلة لمعرفة لذلك». وذكر إكلوند أن العلماء غالباً ما يعتبرون أنفسهم روحانيون دون دين أو معتقد بالله. وقد خلص إكلوند وشيتل من دراستهما إلى أن الأفراد من خلفيات غير دينية قد اختيروا بشكل غير متناسب في مهن علمية وأن افتراض أن يصبح الفرد عالماً يؤدي بالضرورة إلى فقدان الدين، هو أمر لا يمكن الدفاع عنه، لأن الدراسة لم تؤيد بقوة الفكرة أن العلماء قد أسقطوا الهويات الدينية بسبب تدريبهم العلمي. وعوضاً عن ذلك، كانت هناك عوامل مثل التنشئة والعمر وحجم الأسرة تؤثر تأثيراً كبيرا على الهوية الدينية لأن أولئك الذين يتم تربيتهم تربية دينية كانوا أكثر عرضة للتدين وأولئك الذين كانت لديهم تنشئة غير دينية كانوا أكثر احتمالاً ألا يكونوا متدينين.
بين عامي 1901 و 2000، كان 654 من الحائزين على جائزة نوبل يتبعون 28 ديناً مختلفاً. وقد صرح معظمهم (65٪) المسيحية بأشكالها المختلفة على أنها تفضيلهم الديني. وعلى وجه الخصوص كانت الجوائز ذات الصلة بالعلم، فاز المسيحيون بحوالي 73٪ من الجوائز في الكيمياء، و 65٪ في الفيزياء، و 62٪ في علم وظائف الأعضاء أو الطب، و 54٪ في الاقتصاد. فاز اليهود بـ17٪ من الجوائز في الكيمياء، و 26٪ في الطب، و 23٪ في الفيزياء.
وقد أجريت العديد من الدراسات في الولايات المتحدة ووجدت أن العلماء أقل عرضة للاعتقاد بالله من بقية السكان. تختلف التعريفات والإحصاءات الدقيقة، مع بعض الدراسات التي خلصت إلى أن 1⁄3 العلماء في الولايات المتحدة. 1⁄3 ملحدون، و1⁄3 لا أدريون، و1⁄3 لديهم بعض الإيمان بالله. هذا هو على النقيض من أكثر من 3⁄4 عامة السكان الذين يؤمنون بالله في الولايات المتحدة. وتظهر دراسات أخرى من منظمات علمية أن 51٪ من علمائهم يؤمنون إما بالله أو قوة أعلى و 48٪ ليس لديهم دين.
من حيث التصورات، فإن معظم العلماء الاجتماعيين والطبيعيين من 21 جامعة أمريكية لم يروا أن هناك صراع بين العلم والدين، في حين أن 37٪ كانوا متفقين مع الصراع. ومع ذلك، في نفس الدراسة، فإن العلماء الذين لم يتعرضوا للدين كثيراً، فإنهم يميلون إلى تأييد الصراع.
ووجد تقرير صادر عن مركز أبحاث بيو في عام 2009 أن أعضاء الجمعية الأمريكية لتقدم العلوم كانوا «أقل دينية بكثير من عامة الناس»، مع اعتقاد أن 51٪ يؤمنون بالإله أو وجود سلطة أعلي. وعلى وجه التحديد، 33٪ من الذين شملهم الاستطلاع يؤمنون بالله، و 18٪ يؤمنون بروح عالمية أو قوة أعلى، و 41٪ لا يؤمنون بالله أو قوة أعلى.
أجرت إلين إكلوند دراسة في الفترة من 2011 إلى 2014 شملت عامة السكان الأمريكيين، بما في ذلك العلماء، بالتعاون مع الجمعية الأمريكية لتقدم العلوم. وأشارت الدراسة إلى أن 76٪ من العلماء عرفوا بالتقاليد الدينية. 85٪ من العلماء الإنجيليين لم يكن لديهم شكوك حول وجود الله، مقارنة مع 35٪ من العلماء. أما من حيث الدين والعلوم، فقد رأى 85٪ من العلماء الإنجيليين عدم وجود نزاع، في حين أن 75٪ من المجتمع العلمي كله لا يرون أي نزاع.
وفقا لدراسة تقرير العلمانية في المجتمع والثقافة علي 1100 من العلماء في الهند: 66٪ من الهندوس، و 14٪ لم يبلغوا عن دين، و 10٪ ملحدون، و3٪ مسلمون، و3٪ مسيحيون، و4٪ بوذيون وسيخ وغيرها.
وفقا لدراسة الدين علي العلماء في السياق الدولي علي 1581 من علماء المملكة المتحدة و 1763 عالماً من الهند، خلال 200 مقابلة: 65٪ من علماء المملكة المتحدة تم تحديدهم على أنهم غير متدينين و 6٪ فقط من العلماء الهنود يعتبرون غير متدينين، 12٪ من العلماء في المملكة المتحدة يحضرون الخدمات الدينية على أساس منتظم، و32٪ من العلماء في الهند تفعل ذلك.

## التصورات العامة للعلوم
أشارت الدراسات العالمية التي جمعت بيانات عن الدين والعلوم في الفترة بين 1981-2001 إلى أن البلدان ذات التدين العالي تتمتع أيضاً بإيمان أقوى بالعلوم، في حين أن البلدان الأقل ديناً لديها شكوك أكبر في أثر العلم والتكنولوجيا. وقد لوحظ تميز الولايات المتحدة بسبب وجود إيمان أكبر في كل من الله والتقدم العلمي. وتشير أبحاث أخرى إلى أن مؤسسة العلوم الوطنية وجدت أن أمريكا لديها مواقف عامة أكثر إيجابية تجاه العلم من أوروبا وروسيا واليابان على الرغم من الاختلافات في مستويات التدين في هذه الثقافات.
وتخلص دراسة أجريت على أشخاص من السويد إلى أنه على الرغم من أن السويديين يعدوا من بين أكثر المعتقدات غير الدينية، فإن المعتقدات الخارقة هي السائدة بين كل من الشباب والكبار. ويرجع ذلك على الأرجح إلى فقدان الثقة في مؤسسات مثل الكنيسة والعلوم.
وفيما يتعلق بمواضيع محددة مثل الخلق، فهي ليست ظاهرة أمريكية حصراً. وكشف استطلاع للرأي علي الأوروبيين أن 40٪ يؤمنون بالتطور الطبيعي، و21٪ في التطور النظري، و20٪ في الخلق الخاص، و19٪لم يقرروا بعد؛ مع أعلى تركيزات من الشباب في سويسرا
(21٪) والنمسا (20٪) وألمانيا (18٪).
ووفقاً لدراسة مركز أبحاث بيو لعام 2015 حول التصورات العامة حول العلوم، فإن تصورات الناس حول صراع الدين مع العلم ترتبط بشكل أكبر بتصوراتهم عن معتقدات الآخرين أكثر من معتقداتهم الشخصية. على سبيل المثال، لم يري غالبية الأشخاص الذين لديهم انتماء ديني (68٪) أي تضارب بني معتقداتهم الدينية وعلمهم الشخصي، في حين أن غالبية الذين ليس لديهم انتماء ديني (76٪) كانوا يرون أن العلم والدين في نزاع دائم.
بحثت دراسة معهد ماساتشوستس للتكنولوجيا لعام 2013 حول العلوم والدين والأصول ووجهات نظر الشعب الديني في أمريكا حول موضوعات العلوم مثل التطور، والانفجار الكبير، وتصورات الصراعات بين العلم والدين. ووجدت أن الغالبية العظمى من الناس الدينيين لا يرون أي نزاع بين العلم والدين و 11٪ فقط من الدينيين ينتمون إلى الديانات التي ترفض علناً التطور. حقيقة أن الفجوة بين المعتقدات الشخصية والرسمية لأديانهم كبيرة جداً تشير إلى أن جزء من المشكلة يمكن أن يتم إخماده من قبل أشخاص تعلم المزيد عن عقيدتهم الدينية الخاصة والعلم الذي يؤيدونه، وبالتالي سد هذه الفجوة في المعتقدات. وخلصت الدراسة إلى أن «الدين السائد والعلم السائد لا يهاجمان بعضهما البعض ولا يشهدان صراعاً». وعلاوة على ذلك، يلاحظون أن هذا الرأي تشترك فيه معظم المنظمات العلمية الرائدة مثل الجمعية الأمريكية لتقدم العلوم.
وتخلص خطوط أخرى من البحوث حول تصورات العلم بين الجمهور الأمريكي إلى أن معظم الجماعات الدينية لا ترى أي صراع مع العلم وليس لديهم اختلافات مع الجماعات غير الدينية في طريق البحث عن المعرفة العلمية، على الرغم من أنه قد يكون هناك صراعات معرفية أو أخلاقية خفية عندما يقوم العلماء بإدعاءات مضادة للمبادئ الدينية. وتشير نتائج مركز بيو إلى نتائج مماثلة، حيث لاحظت أن غالبية الأمريكيين (80-90٪) يظهرون دعماً قوياً للبحث العلمي، واتفقوا على أن العلم يجعل حياة المجتمع والفرد أفضل، و8 من كل 10 أميركيين سيكونون سعداء إذا كان أطفالهم سيصبحون علماء.
ووفقاً لاستطلاع عام 2007 أجراه منتدى بيو «في حين أن الأغلبية الكبيرة من الأميركيين تحترم العلم والعلماء، فهي ليست دائماً على استعداد لقبول النتائج العلمية التي تتناقض تماماً مع معتقداتهم الدينية». ويذكر منتدى بيو أن الخلافات الواقعية المحددة ليست «شائعة اليوم»، على الرغم من أن 40٪ إلى 50٪ من الأمريكيين لا يقبلون تطور البشر والأشياء الحية الأخرى، مع كون أقوى معارضة قادمة من المسيحيين الإنجيليين حيث 65٪ يقولون أن الحياة لم تتطور.